# Lebrun-Inseln
Die  Lebrun-Inseln sind eine unbewohnte Inselgruppe in der Salomonensee. Politisch sind sie Teil der Provinz Milne Bay im südöstlichen Bereich von Papua-Neuguinea.
Die Lebrun-Inseln gehören zum Louisiade-Archipel. Sie befinden sich 12 km nordwestlich von Wari (Teste) und 22 km nordöstlich der Dumoulin-Inseln. Rika Rika ist größere der beiden Inseln, aus denen die Gruppe besteht. Die höchste Erhebung auf Rika Rika beträgt 109 m. Dogigi liegt 4,5 km südlich von Rika Rika.